# Thể thức hai lượt
Trong thể thao (đặc biệt là bóng đá), thể thức hai lượt, thể thức sân nhà sân khách hay thể thức lượt đi lượt về để chỉ việc tổ chức thi đấu giữa hai đội trong hai trận hay lượt trận đấu, trong đó mỗi đội đóng vai trò đội chủ nhà ở mỗi lượt. Đội thắng thường được phân định bằng tổng tỉ số tức tổng số bàn thắng hay số điểm của mỗi đội trong hai lượt trận. Ví dụ, nếu tỉ số trong hai lượt trận là:
- Lượt đi: Đội A 4–1 Đội B
- Lượt về: Đội B 2–1 Đội A

Thì tổng tỉ số sẽ là Đội A 5–3 Đội B, do đó Đội A là đội thắng. Ở một vài cuộc thi đấu thể thao khác, một cặp đấu được coi là hòa nếu mỗi đội thắng một lượt trận, bất chấp tổng tỉ số là bao nhiêu. Thể thức hai lượt được sử dụng trong các giải đấu loại trực tiếp và các trận playoff.

## Sử dụng
Trong bóng đá, thể thức hai lượt được sử dụng trong các giai đoạn hai của các giải bóng đá quốc tế cấp câu lạc bộ như UEFA Champions League và Copa Libertadores; ở nhiều giải đấu cúp, trong đó có Coppa Italia và Cúp Nhà vua Tây Ban Nha; hay trong các trận play-off giải quốc nội như play-off English Football League và MLS Cup Playoffs; và trong các trận đấu play-off vòng loại ví dụ như vòng loại Giải vô địch bóng đá thế giới.
Trong khúc côn cầu trên băng, National Hockey League sử dụng series hai trận, tính tổ số bàn thắng cho các trận playoff trong thời kỳ đầu. Trong rugby union, các trận đấu hai lượt được sử dụng ở giai đoạn vòng loại Rugby World Cup. Các trận bán kết của giải vô địch Ý cũng sử dụng thể thức hai lượt, cũng như các trận bán kết và chung kết của giải hạng hai Anh RFU Championship.

## Cách giải quyết tỉ số hòa
Nếu tổng tỉ số hai đội bằng nhau sau hai lượt trận, có nhiều cách để xác định đội thắng. Theo luật bàn thắng sân khách, đội ghi nhiều bàn thắng hơn trên sân khách sẽ đi tiếp. Nếu số bàn thắng sân khách hai đội bằng nhau, hoặc không được tính tới, thì trận đấu được giải quyết bằng hiệp phụ và/hoặc loạt luân lưu. Các trận đấu lại, tổ chức tại sân của đội chủ nhà lượt về hoặc sân trung lập, từng được sử dụng tại một số giải đấu cấp câu lạc bộ châu Âu, Cúp FA thường áp dụng thể thức này. Trong các trận liguilla (playoff) của Primera División de México, đội có thành tích tốt hơn trong mùa giải đi tiếp. Trong các trận playoff lên hạng ở Serie B của Ý, các cặp đấu hai lượt có tổng tỉ số bằng nhau thì hai đội sẽ bước vào hiệp phụ (bàn thắng sân khách không được tính); nếu tỉ số vẫn cân bằng, đội có thứ hạng cao hơn trên bảng xếp hạng là đội chiến thắng.